# 나가노촌 (가나가와현)
나가노촌(일본어: 永野村)은 1889년 4월 1일부터 1936년 10월 1일까지 존재했던 일본 가나가와현 가마쿠라군의 촌이다.

## 개요
가나가와현 가마쿠라군 동부의 촌.현재의 카나가와현 요코하마시 고난구의 서부에 해당한다.

## 역사

### 촌 이름의 유래
구 나가타니촌의 '나가'와 구 우에노니와촌, 시모쓰케니와촌의 '노'를 합쳐 '나가노촌'이 되었다.

## 연혁
- 1889년 4월 1일 - 정촌제 시행에 의해 나가타니촌, 우에노니와촌, 시모츠케니와촌 및 히라도촌의 일부가 합병되어 성립하였다.
- 1936년 10월 1일 - 요코하마시에 편입되어 소멸하였다.

## 폐지 후의 연혁
- 1943년 12월 1일 - 요코하마시 나카구의 고토부키 경찰서, 오오오카 경찰서 관내가 분구 해 미나미구를 신설. 구 촌역이 미나미구가 된다.
- 1969년 10월 1일 - 시모나가타니초의 지야마타니는 시모나가타니초의 북단에 있고 롯츠가와 3가에 인접해 있어, 롯카와에 편입되어 그 지역을 가지고 새롭게 롯카와 4정목이 되었고. 그리고 요코하마시 미나미구의 고난지소 관내가 분구해 고난구를 신설하였다. 롯카와 4정목이 된 구역을 제외한 구 촌역은 일부가 되었다.

## 교통

### 철도
- 요코하마 시영 지하철 블루 라인 가미나가야역, 시모나가야역은 당시엔 미개업

## 참고 문헌
- 角川日本地名大辞典編纂委員会,『角川日本地名大辞典 神奈川県』1984, 角川書店